# Khandgiri
Khandgiri són unes muntanyes al districte de Khurda a Orissa a uns 7 km a l'oest de Bhubaneswar. Està formada per dos puigs separats, el del nord anomenat Udayagiri i el del sud Khandgiri. Hi ha diverses coves que foren ocupades per monjos jainistes des del temps del rei Kharavela, una inscripció del qual està datada el 155 aC; hi ha també inscripcions de la seva esposa la reina, i dels seus immediats successors. Haurien ocupat aquestes coves fins als segles XII o XIII i encara existeixen alguns temples jainistes posteriors un dels quals és al cim del puig Khandgiri.
Les principals coves al Khandgiri són les de Rani Gumpha, Ganesh Gumpha, Hathi Gumpha, Bagh Gumpha, Svarga Gumpha, Maujapuri i Patal Gumpha; al cim i ha les coves d'Ananta Gumpha, de Tentuli Gumpha i les de Tantua Gumpha I i Tantua Gumpha II (una sobre l'altra). L'exemple principal de coves medievals és la de Navamuni del segle X o XI; també és interessant la de Satgara amb moltes figures jainistes gravades a les parets.